# São José da Lapa
São José da Lapa är en kommun i Brasilien.   Den ligger i delstaten Minas Gerais, i den sydöstra delen av landet, 600 km sydost om huvudstaden Brasília. Antalet invånare är 19 801. Arean är 49 kvadratkilometer.
Terrängen i São José da Lapa är platt åt nordost, men åt sydväst är den kuperad.
Runt São José da Lapa är det i huvudsak tätbebyggt. Runt São José da Lapa är det mycket tätbefolkat, med 3 895 invånare per kvadratkilometer.